# 前1660年代
| 千纪： | 前2千纪 |
| 世纪： | 前18世纪 \| 前17世纪 \| 前16世纪                                                                                     |
| 年代： | 前1690年代 \| 前1680年代 \| 前1670年代 \| 前1660年代 \| 前1650年代 \| 前1640年代 \| 前1630年代                       |
| 年份： | 前1669年 \| 前1668年 \| 前1667年 \| 前1666年 \| 前1665年 \| 前1664年 \| 前1663年 \| 前1662年 \| 前1661年 \| 前1660年 |

## 重要事件及趋势
- 前1664年，亚法撒去世，挪亚的孙子，閃姆的儿子，根据希伯来历。
- 前1664年，半人马凯龙星与土星引力相互作用，导致它被迫进入一个不同的轨道。
- 前1662年5月22日，月食沙罗周期33开始。

## 重要人物
- 谢希、雅库布赫，古埃及第十五王朝法老
- 拉巴尔那一世，赫梯国王
- 沙尔马阿达德一世、伊普塔尔-辛，亚述国王
- 阿米狄塔那，巴比伦王
- 不降，夏朝君主